# Ribulose-1,5-bisphosphat
Ribulose-1,5-bisphosphat (abgekürzt RuP2 oder RuBP), früher auch Ribulose-1,5-diphosphat (RDP) genannt, ist ein Zuckermolekül (Monosaccharid) mit fünf Kohlenstoffatomen, an dem zwei Phosphatreste hängen. Es spielt als Akzeptormolekül für Kohlenstoffdioxid bei der Kohlendioxid-Assimilation im Calvin-Zyklus eine große Rolle bei der Dunkelreaktion der Photosynthese.
Das Enzym, welches CO2 an Ribulose-1,5-bisphosphat bindet, wird Ribulose-1,5-bisphosphat-carboxylase/-oxygenase (RuBisCO) genannt und spielt als Ausgangspunkt für den Calvin-Zyklus eine große Rolle. Nach der CO2-Fixierung zerfällt das durch Hinzugabe von Wasser instabil gewordene Molekül sofort in zwei 3-Phosphoglycerat-Moleküle, aus denen dann nach weiteren Schritten Glucose hergestellt werden kann. Anschließend wird Ribulose-1,5-bisphosphat aus Phosphoglycerat regeneriert.
Fructose-6-phosphat + 2 Glyceraldehyd-3-phosphat + Dihydroxyacetonphosphat + 3 ATP {\displaystyle \mathrm {\longrightarrow } } 3 Ribulose-1,5-bisphosphat + 3 ADP
Um hervorzuheben, dass die zwei Phosphatreste an unterschiedlichen Stellen mit dem Zuckermolekül verbunden sind, hat sich international die Bezeichnungsweise Bisphosphat anstelle des früher gebräuchlichen Diphosphat durchgesetzt.